# Mónika Császár

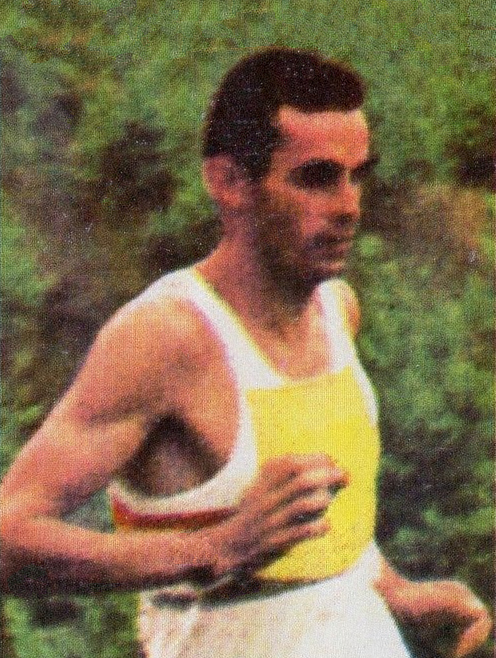
Soțul ei, András Balczó în 1972

Mónika Császár (n. 17 noiembrie 1954, Budapesta, Republica Populară Ungară) este o gimnastă artistică maghiară retrasă, medaliată cu bronz la Campionatul Mondial de Gimnastică Artistică din 1974. Este căsătorită cu András Balczó, un fost pentatlonist olimpic, cu care are 12 copii.

## 1972
A concurat la Jocurile Olimpice de vară din 1972 în toate probele de gimnastică artistică și a câștigat o medalie de bronz în competiția pe echipe. Cel mai bun rezultat individual al ei a fost locul al patrulea la bârnă.

## 1974
La Campionatele Mondiale de Gimnastică Artistică din 1974 s-a clasat pe locul 3, după Uniunea Sovietică (aur) și Republica Democrată Germană (argint), alături de colegele ei: Ágnes Bánfai, Marta Egervari, Zsuzsa Nagy, Zsuzsa Matulai și Krisztina Medveczky.